# Маттила, Пиркко
Пи́ркко А́ннели Ма́ттила (фин. Pirkko Anneli Mattila; род. 2 апреля 1964, Юли-Ий, Финляндия) — финский политик, член Парламента от партии Истинных финнов; министр социального обеспечения и здравоохранения в кабинете правительства Сипиля (с 2016).
Окончила географический факультет университета Оулу. До избрания в парламент работала преподавателем и медсестрой-анестезиологом. На парламентских выборах 2011 года была избрана депутатом от партии Истинных финнов, а на выборах 2015 года переизбрана на второй срок. Является председателем административной парламентской комиссии.
22 августа 2016 года назначена министром социального обеспечения и здравоохранения в кабинете правительства Сипиля и 25 августа вступила в должность, принеся присягу.